# تازه‌آباد آصف
تازه‌آباد آصف، روستایی از توابع بخش سارال شهرستان دیواندره در استان کردستان ایران است.

## موقعیت جغرافیایی
دهی از دهستان سارال بخش دیواندره شهرستان سنندج ۲۰ هزار گزی جنوب باختری دیواندره دو هزار گزی کانی کبود کوهستانی و سردسیر است .(فرهنگ دهخدا)
از جمله کوههای نزدیک روستا می‌توان نچیر گاه (به معنی محل شکار) را نام بردوهمچنین قابل ذکر است که شغل مردم روستا مثل تمام مردم منطقهٔ سارال کشاورزی ودامداری است از جمله روستاهای مشرب روستا می‌توان به کپک وکانی کبود وحاجی موسی و اسلام اباد (تازه ده) ومیشیاب اشاره نمود. و از نظر اب وهوا بهاری بسیار سرسبز و زمستانی بسیار سرد را داراست، در صورت سفر به این روستا در فصل زمستان یخبندان و سرمای شدید و بسته شدن جاده‌ها را انتظار داشته باشید.

## جمعیت
این روستا در دهستان سارال قرار دارد و براساس سرشماری مرکز آمار ایران در سال ۱۳۸۵، جمعیت آن ۲۳۸ نفر (۴۷خانوار) بوده‌است.